# زبان کالو
زبان کالو زبان کولی‌های کشورهای اسپانیا و پرتغال است که در سطح این دو کشور در حدود چهل تا هفتاد هزار تن گویشور دارد.این زبان یک زبان ترکیبی است که از پایه گرامر اسپانیایی و برخی ویژگی‌های زبان رومنی و زبان کولی‌ها به وجود آمده‌است.واژگان بسیاری از این زبان وارد اسپانیایی شده‌است که عمدتاً به‌دلیل حرفه گسترده کولی‌ها یعنی موزیک و ترانه‌های فلامنکو بوده‌است.